# Robert Jelinek
Robert Thomas Jelinek, född 20 september 1969 i Växjö församling, Kronobergs län, är en svensk skådespelare och författare.

## Filmografi
- 1987 – Stockholmsnatt
- 1988 – PS Sista sommaren
- 1993 – För brinnande livet
- 1996 – Nudlar och 08:or (TV-serie)
- 1997 – Midsommarafton
- 1998 – Beck – Vita nätter
- 1998 – S:t Mikael (TV-serie)
- 1999 – Avrättningen (kortfilm)
- 1999 – Dödlig drift
- 1999 – Happy End
- 1999 – Oskar
- 2000 – Brottsvåg (TV-serie)
- 2000 – Eldsjälen
- 2000 – Hjärta av sten
- 2000 – Naken
- 2001 – Skilda världar (TV-serie)
- 2006 – Emblas hemlighet
- 2006 – Keillers park
- 2007 – Arn – Tempelriddaren
- 2007 – Gynekologen i Askim (TV-serie)
- 2007 – Labyrint (TV-serie)
- 2009 – Wallander – Prästen
- 2010 – Guds tre flickor (TV-serie)
- 2010 – Våra vänners liv (TV-serie)
- 2011 – Mig älskar ingen

## Teater

### Regi
| År   | Produktion  | Upphovsmän     | Teater                           |
| ---- | ----------- | -------------- | -------------------------------- |
| 2006 | Rotvälta    | Robert Jelinek | Regionteatern Blekinge Kronoberg |
| 2009 | Hole in one | Niclas Ekström | Regionteatern Blekinge Kronoberg |